# Lac d'Artouste
Pour les articles homonymes, voir Artouste (homonymie).
Le lac d'Artouste est un lac des Pyrénées françaises dans le département des Pyrénées-Atlantiques en région Nouvelle-Aquitaine.

## Géographie

### Topographie
Le lac d'Artouste est un lac naturel, d'origine glaciaire, de la vallée d'Ossau. 
Il est situé à 1 997 m d'altitude.
Il est bordé sur trois de ses quatre côtés par le Parc national des Pyrénées.

### Hydrographie
Il reçoit son eau du ruisseau d'Arrémoulit (provenant des lacs d'Arrémoulit), d'un ruisseau serpentant sur un versant du pic du lac d'Arrious et des lacs de Batboucou. Le gave du Soussouéou en sort. 
Le lac d'Artouste est également connecté au lac de Migouélou par une galerie de 800m actuellement désaffectée sous le col d'Artouste via les lacs de Carnau, et en hiver le lac d'Artouste est aussi alimenté par trois prises d'eau situées dans le val d'Azun au pied du Balaïtous (Batbieilh, Batcrabère et Larribet), dont l'eau coulerait normalement vers le gave de Pau.
Le barrage alimente également une centrale souterraine située sous le barrage (chute de 73 m) d'une puissance installée 2 634 kVA. L'eau est ensuite acheminée par une galerie longeant la voie ferrée (en récupérant les eaux de chaque thalweg), jusqu'à la Sagette, vers les conduites forcées de l'usine d'Artouste, exploitée par la SHEM.Une autre adduction prioritaire amène l'eau via une  galerie et une conduite forcée à l'usine de Pont de Camps située à l'amont du lac de Fabrèges.

## Histoire

### Barrage
Le lac naturel (altitude initiale 1 968 m) a été rehaussé par un barrage poids en béton légèrement incurvé de 27 m de hauteur mis en service en 1929 pour alimenter l'usine hydroélectrique d'Artouste dans la vallée d'Ossau. Le barrage a été rehaussé une deuxième fois en 1962 (à la cote 1990,20 du NGF) pour augmenter le stockage et donc le productible, et alimente la chute de la centrale de Pont de Camps située en amont du lac de Fabrèges.

### Le petit train d'Artouste

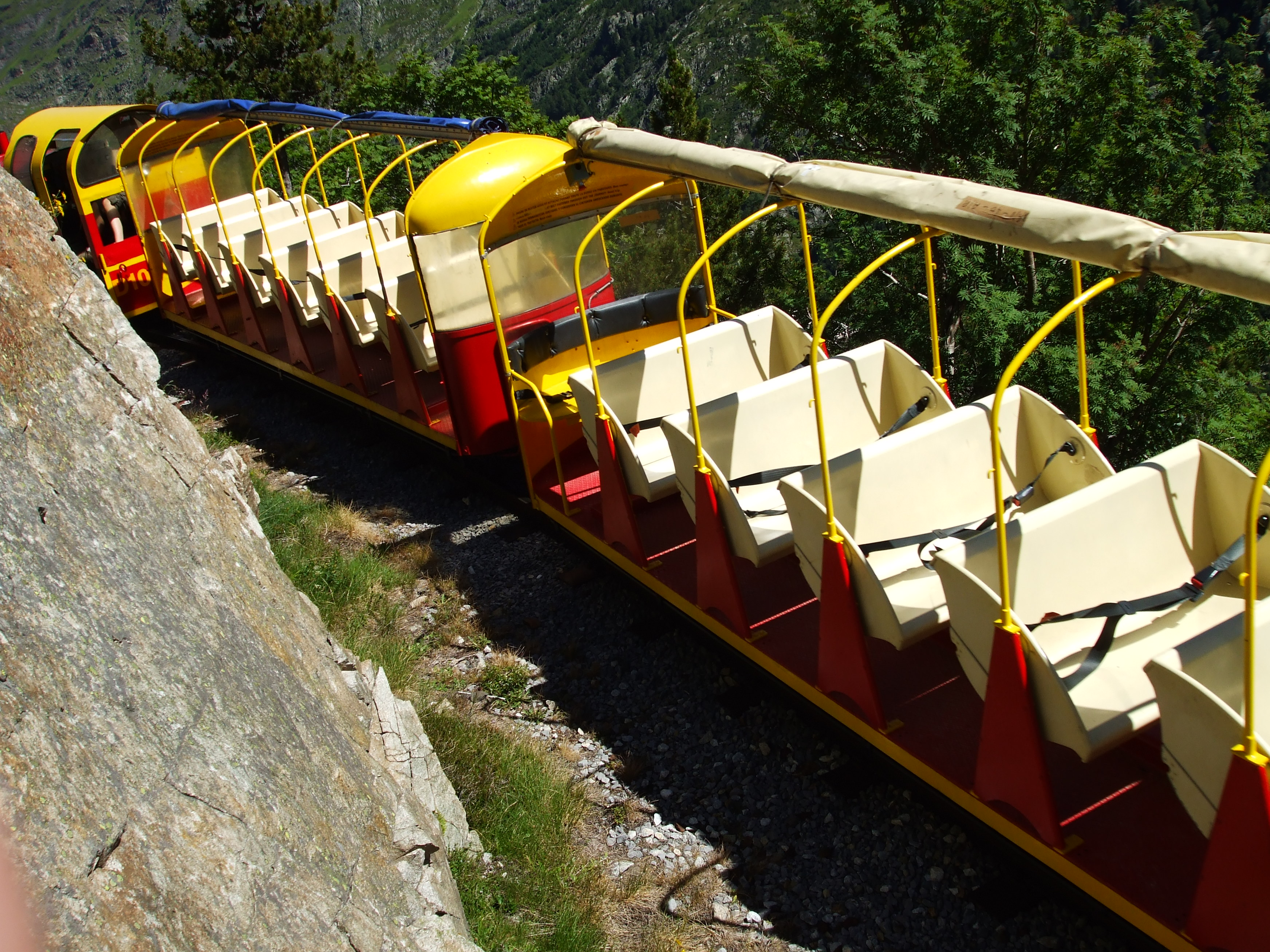
Petit train d'Artouste.

Pour acheminer les ouvriers au chantier du barrage lors de sa construction entre 1924 et 1929, il a fallu construire un chemin de fer partant du pic de la Sagette que l'on atteignait alors grâce à un téléphérique. En effet, la vallée du Soussouéou était et est toujours vierge de routes. De nos jours, le petit train d'Artouste roule encore mais il a été transformé en attraction touristique : le départ se fait à la station de sport de montagne de Fabrèges, sur la rive droite du lac de Fabrèges.